# Comuna Mihai Eminescu, Botoșani
Mihai Eminescu este o comună în județul Botoșani, Moldova, România, formată din satele Baisa, Cătămărești, Cătămărești-Deal, Cervicești, Cervicești-Deal, Cucorăni, Ipotești (reședința), Manolești și Stâncești.

## Istoric
Comuna este așezată în partea de vest a județului și s-a constituit, în actuala întindere teritorială și componență, în anul 1968.
Descoperirile arheologice au scos la iveală urme de așezări omenești încă din perioada neolitică (6000-2500 î.Hr.) în zona numită Medelean din vecinătatea satului Cucorăni. Locuirea geto-dacică pe teritoriul comunei este substanțial reprezentată, fapt dovedit prin complexul fortificat de cetǎți traco-getice de la Stâncești, întins pe aproximativ 50 ha. Mărturii ale existenței unei înfloritoare vieți economice a dacilor liberi sunt așezările de tip carpic (sec. II - III d.Hr.) descoperite la Medelean-Cucorani, precum și la Stâncești și Ipotești. Satul Ipotești este atestat la 15 iunie 1616, iar Cucorăni este menționat în documente în luna septembrie a anului 1538.

## Geografie

### Relief
Din punct de vedere geografic, teritoriul comunei este situat în partea de vest a județului Botoșani, având ca vecini: la nord - nord-est teritoriul administrativ al comunei Roma, la est - sud-est teritoriul administrativ al municipiului Botoșani, la sud - sud-est teritoriul administrativ al comunei Curtești, la vest sud-vst teritoriul administrativ al comunei Vlădeni, la vest teritoriul administrativ al orașului Bucecea, iar la nord - nord-vest teritoriul administrativ al comunei Leorda.
Teritoriul administrativ al comunei Mihai Eminescu, din punct de vedere geomorfologic face parte din marea unitate a Podișului Moldovei, subunitatea Câmpia Moldovei, fiind situat în zona depresionară Jijia-Bahlui, sub-subunitatea Jijia-Bașeu, și în partea sa vestică Podișul Sucevei prin șeaua Bucecea.
Teritoriul este alcătuit din punct de vedere geomorfologic din:
- relief structural alcătuit din suprafețe aproape plane sau cu înclinare foarte slabă (conform cu înclinarea geologică);
- relief sculptural alcătuit din versanți cu înclinații și expoziții diverse, însoțit sau nu de fenomene de alunecări și prăbușiri;
- relief acumulativ reprezentat de lunca Dresleucei și Sitnei ca și glacisurile și conurile de dejecție care fac legătura cu relieful sculptural ca și văile torențiale întâlnite pe aceeași direcție (NV-SE) conform cu înclinarea geologică.

Platourile se prezintă ca întinderi relativ plane de teren. În general solurile identificate pe această formă de relief sunt de tipul cernoziomurilor cambice și preluviosolurilor. Delimitarea platourilor este făcută de versanți cu diferite pante. Ca forme de microrelief pe platouri se întâlnesc uneori mici denivelări. Cu excepția unor mici areale erodate eolian, solurile situate pe platouri prezintă profile normale.
		Versanții reprezintă cea mai mare suprafață din teritoriul cartat iar solurile ce se suprapun prezintă de obicei eroziune de suprafață în diferite grade de la slabă la excesivă. Versanții cu pante mai mari de 20% sunt afectați deseori de eroziune în adâncime reprezentată prin șiroiri, rigole, ogașe.
		Pe versanții cu pante mari unde sunt prezente izvoarele de coastă iar roca este reprezentată prin marne sau argile sunt prezente alunecările de teren active, stabilizate și semistabilizate.
		Văile înguste și adânci sunt întâlnite la baza versanților iar solurile identificate sunt soluri hidromorfe sau gleizate.
		Văile largi cu aspect de luncă sunt reprezentate în cadrul teritoriului studiat prin văile pâraielor Dresleuca, și Sitna. Solul identificat este aluviosolul, de obicei gleizat iar roca de solificare este reprezentată prin depozitele fluviatile.
		Altitudinea maximă a teritoriului este de 357 m (Dealul Cervicești).

### Geologie
Din punct de vedere geologic, teritoriul administrativ Mihai Eminescu se suprapune peste unitatea geostructurală a Platformei Moldovenești, care este alcătuită dintr-un soclu dur și metamorfozat și o cuvertură postproterozoică având o înclinare de 6 - 8%. Cuvertura în zonă este de o vârstă sarmațiană inferioară și anume volhiniană, fiind alcătuită din punct de vedere petrografic din marne și argile cu benzi subțiri nisipoase și cu unele intercalații de gresii. Stratele de la suprafață au servit drept material în geneza rocilor, suferind în decursul timpului fenomene de loessoidizare in situ. Depozitele fluviatile din luncile pâraielor Dresleuca și Sitna și a văilor adiacente sunt de vârstă actuală, îmbogățindu-se permanent prin aportul de material datorat eroziunii areolare sau inundațiilor.
Dată fiind diversitatea rocilor care au servit ca material parental pentru formarea și evoluția solurilor, le-am cuprins într-o legendă unitară în funcție de origine, compoziție chimică și granulometrică. Astfel,  principalele roci întâlnite sunt: 
- depozite loessoide
- depozite argiloase
- depozite de marne
- depozite fluviatile.

Depozitele argiloase și marnele își au originea în sarmațian. După retragerea Mării Sarmațiene, în cuaternar, au fost acoperite cu o manta de material loessoid. Prin fenomenul de eroziune, această pătură a fost îndepărtată, iar marnele, argilele și depozitelele salifere au apărut la zi. Aceste sedimente au de obicei o culoare castaniu - gălbuie până la brun-vineție cu pete cenușii ruginii. Carbonatul de calciu se găsește sub formă de pungi prăfoase sau aglomerări mai mari. Sărurile solubile, în special sulfații se prezintă în unele cazuri sub formă de vinișoare iar alteori sub formă de aglomerări formate din cristale mici sau sub formă de creastă de cocoș. Solurile evoluate pe aceste depozite sunt de tipul cernoziomurilor, preluvosolurilor, gleiosolurilor, vertisolurilor, regosolurilor și erodosolurilor. 
Depozitelele loessoide sunt formațiuni litologice a căror geneză și terminologie este mult discutată, dar în general acceptată de specialiștii în pedologie. Ele sunt formate dintr-un material de culoare gălbuie, sunt friabile, afânate, poroase, cu structură loessică ce se desface colonar. Repartiția lor pe teren este diferită, ocupând forme variate de relief, având o extindere mai mare pe elemente de relief mai bine păstrate.
Solurile evoluate pe aceste depozite sunt de tipul cernoziomurilor cambice și preluvosolurilor.
Depozitele fluviatile, sunt materiale depozitate în prezent în mod succesiv în lunci sau firele de vale, care acoperă pe adâncimi variabile depozite de argilă, pe care în trecut au evoluat soluri, azi îngropate.
În luncile Dresleucei și Sitnei aceste depozite sunt depuse longitudinal și paralel cu albia, pe când în văile mai interioare, ele sunt depuse transversal.
Depozitele din luncile Dresleucei și Sitnei au un conținut ridicat de nisip grosier, astfel solurile evoluate pe ele sunt bine drenate fiind aluviosoluri.

### Hidrografie
Teritoriul comunei Mihai Eminescu este străbătut de pâraiele Dresleuca și Sitna aparținând bazinului hidrografic al Prutului. Pe cursul Dresleucei există pe teritoriul comunei o acumulare – Acumularea Complexă Cătămărăști. 
Adâncimea pânzei de apă freatică oscilează în funcție de substratul litologic existent. Roca impermeabilă constituită în cea mai mare parte din argile, nu permite acumularea apei freatice decât într-o măsură restrânsă și cu totul local, iar atunci când se întâlnesc aceste pânze sunt mineralizate, predominând ionii de sulfați (de calciu și magneziu).
Pe platouri și versanți nivelul apei freatice oscilează foarte mult. Pe platourile înalte nivelul apei freatice este la o adâncime mai mare de 10 m.
Fenomenele de băltire temporară se întâlnesc numai în zona solurilor de tipul gleiosolurilor și a solurilor gleice, datorită substratului argilos care este greu permeabil pentru apă.
Drenajul intern și extern este în general bun favorizând eliminarea excesului de umiditate apărut primăvara după topirea zăpezilor sau după ploi în timpul verii .
Apele pedofreatice influențează rețeaua hidrologică și sunt folosite de localnici prin săparea de fântâni și amenajarea unor puțuri, iar apa din Acumularea Cătămărăști este folosită la irigații.
Apele subterane sunt localizate în depozitele argiloase sarmațiene, cu intercalații nisipoase și orizonturi grezoase.
Se întâlnesc numeroase pâraie cu regim torențial ce se varsă în pâraiele Dresleuca și Sitna. Alimentarea acestora este de tip pluvio – nival, repartiția scurgerii oscilând foarte mult.
Primăvara și toamna predomină scurgerea pe toate pâraiele, iarna scurgerea este nulă iar vara destul de scăzută.
Regimul precipitațiilor condiționează o însemnată oscilație a debitelor rețelei hidrografice.

### Climă

#### Temperatură
Temperatura medie anuală are valoarea de 8,6°C.
Amplitudinea maximă termică este de 69,6°C și rezultă din minima absolută de -30,2°C și maxima absolută de 34,4°C. Temperatura medie multianuală este de 24,2°C
Numărul zilelor cu temperaturi maxime de 0°C este de 43,1
În decursul unui an,  soarele strălucește 1990,4 ore.

#### Precipitații
La Mihai Eminescu, precipitațiile anuale au valoarea de 569 mm. 
Aceste date atestă climatul temperat continental al zonei, cu un maxim pluviometric constant la începutul verii (lunile iunie-iulie) și un minim în luna februarie.

#### Vânt
Masele de aer, prin marea lor mobilitate, constituie factorul climatogen care genereează variațiile neperiodice ale vremii, determinând diferențierea esențială a aspectului stării vremii și ca urmare oscilația valorii elementelor climatice.
Cea mai mare intensitate a vânturilor o au cele de nord-vest, sud-est, și nord. Vânturile dominante (din nord-vest) au ca efect pătrunderea masei de aer umed oceanic, aducând în toate anotimpurile precipitații. Crivățul bate din nord-est și contribuie la caracterul aspru și secetos al zonei.
Din analiza datelor climatice rezultă următoarele:
- în arealul studiat sunt 184 zile fară îngheț. Primul îngheț se poate produce la 17 septembrie iar ultimul la 21 mai
- durata medie a zilelor cu temperaturi de peste 10°C este de 176 zile (cuprinsă între 20 aprilie și 12 octombrie) suma temperaturilor totalizând 2956°C
- climatul zonei se caracterizează prin ierni friguroase și veri calde și secetoase
- precipitațiile abundente de la începutul verii și temperatura favorabilă contribuie la o bună dezvoltare a vegetației
- în a doua jumătate a verii cantitatea de precipitații scade în timp ce temperatura rămâne destul de mare ;
- factorul minim în creșterea și dezvoltarea plantelor este deficitul de apă din a doua jumătate a verii, din care cauză în această perioadă se recomandă completarea necesarului de apă prin lucrări de irigații.
- Indicele de ariditate De Martone are valoarea 30, fapt ce atestă că ne aflăm în zona cernoziomurilor, faeoziomurilor și preluviosolurilor.

#### Microclimă
În cadrul teritoriului administrativ Mihai Eminescu se pot deosebi următoarele tipuri de microclimat, determinate de relief, expoziție și orientarea acestora față de vânturile dominante :
- microclimat de platou
- microclimat de versant însorit
- microclimat de versant umbrit
- microclimat de vale

Microclimatul de platou - se întâlnește pe forme de teren plan exceptând șesurile aluviale și este identic cu climatul general, deoarece aici nu întâlnim factori locali care să deranjeze circulația atmosferică și insolația.
Microdepresiunile situate pe platouri formează un microclimat deosebit deoarece sunt adăpostite față de circulația atmosferică orizontală, deci au o umiditate relativă a aerului mai ridicată, iar stratul de zăpadă se topește mai încet. Solurile din microdepresiuni la aceeași cantitate de apă provenită din precipitații au un aport mai mare de apă pluvio-nivală, ceea ce duce la dinamizarea procesului de levigare a argilei coloidale și a sărurilor solubile accentuându-se în același timp și efectele de hidromorfism.
Microclimatul de versant însorit - este microclimatul întâlnit pe versanții cu expoziție V; SV; S; SE; E.
Acest microclimat se caracterizează printr-o temperatură medie anuală mai ridicată datorită perioadei mai mari de insolație la care este supus solul, ceea ce duce la sărăcirea solului în apă prin evapotranspirație.
Încălzirea accentuată a solului de pe versanții însoriți creează o dinamică atmosferică verticală mai activă, fapt ce favorizează apariția microvârtejurilor.
Datorită insolației ridicate, zăpada se menține aici mai puțin timp, topindu-se rapid. Solurile de pe acești versanți suferă mai mult de secetă, iar fenomenul de hidromorfism este foarte slab reprezentat sau lipsește.
Microclimatul de versant umbrit – este microclimatul întâlnit pe versanți cu expoziție N; NE; NV.
Pe acești versanți, media anuală a temperaturii este mai scăzută, fapt ce determină și o umezeală mai mare a solului. Zăpada se menține un timp mai îndelungat în aceste zone.
Datorită temperaturii mai scăzute producerea înghețului și a brumelor este mai timpurie.
Microclimatul de vale – cuprinde în principal văile pâraielor Miletin și Dresleuca. O caracteristică a acestui microclimat este temperaturra medie anuală mai scăzută și o dinamică atmosferică cu o intensitate mai mare.
Factorul cu acțiunea cea mai dinamică care poate influența în bine sau în rău evoluția solurilor, este însuși omul. Cea mai mare parte a teritoriului a fost luată în cultură.
Activitatea omului a influențat solurile prin crearea unor condiții mai bune aerohidrice, prin sporirea gradului de aprovizionare în substanțe nutritive în urma încorporării în sol a îngrășămintelor minerale și organice.
Activitatea omului a avut și efecte negative. Prin administrarea continuă a îngrășămintelor azotoase a avut loc acidifierea secundară a profilului de sol.
Efectuarea lucrărilor agricole cu mașini grele pe pământul jilav a dus la tasarea lui într-o oarecare măsură.
Executarea arăturii la aceeași adâncime a favorizat formarea hardpanului (de peste 20 cm), care pe lângă distrugerea structurii solului, are ca efect negativ stagnarea apei din precipitații la suprafața solului în zonele cu exces de apă.
Activitatea umană s-a extins și pe locul fostelor pășuni amplasate în zone de alunecări stabilizate. Prin luarea în cultură, unele dintre alunecări s-au reactivat. În alte sectoare, eroziunea de adâncime a căpătat amploare, generând fenomene de rigolare și ravenare, la care eroziunea regresivă are ritmuri destul de accelerate.
În scopul prevenirii și combaterii alunecărilor se recomandă captarea izvoarelor de coastă și executarea de drenuri pentru evacuarea excesului de umiditate.
S-au putut observa în multe tarlale arăturile din deal în vale, cultivarea de plante prășitoare pe terenuri cu pante accentuate, crearea de drumuri pe pășuni și fânețe pe linia de cea mai mare pantă, în dorința de a scurta distanțele.
Toate acestea se datorează și fărâmițării terenurilor după aplicarea Legii Fondului Funciar și au ca efect o degradare accentuată a solurilor. În cazul pășunilor, pășunatul excesiv pe terenurile în pantă a provocat modificarea profilului de sol și a proprietăților fizice în orizontul superior prin eroziune și tasare. În zonă au fost executate lucrări de îmbunătățiri funciare (sisteme de irigație, lucrări de drenaj, terasare și combaterea eroziunii solului), dar în prezent sistemele de lucrări nu funcționează fiind afectate de alunecări de teren, ceea ce duce în continuare la degradarea solului.
Ca o concluzie generală a celor expuse, activitățile umane trebuie canalizate în direcția sporirii fertilității solului, eliminării excesului de apă, combaterii eroziunii solului și a poluării.

### Vegetație
Factorul care determină procesul de formare a solurilor și condiționează evoluția lor, îl constituie activitatea lumii vegetale, iar rocile, clima, relieful și vârsta regiunii prezintă condițiile din care decurg procesele de formare a solului (Gr. Obrejanu).
Cunoașterea vegetației prezintă un dublu aspect: pe de o parte are rol important în formarea și evoluția solului și pe de altă parte dă indicii prețioase asupra condițiilor bioclimatice.
Din punct de vedere geobotanic, teritoriul comunei Mihai Eminescu se încadrează în zona pajiștilor de silvostepă cu graminee și diverse ierburi xeromezofite, alternând cu păduri de stejar.
Datorită situației geografice a acestei zone, vegetația reflectă pe de o parte influența pătrunderii tot mai accentuate a stepei din est, iar pe de altă parte influența relativă a zonei forestiere din vest.
Această concurență este marcată atât prin compoziția forestieră cât și prin distribuirea asociațiilor vegetale și a zonelor de vegetație în general. Astfel, vegetația naturală spontană s-a împărțit în:
- vegetația pădurilor de deal
- vegetația palustră
- vegetația pajiștilor naturale.

Vegetația pădurilor de deal este alcătuită din Quercus robur (gorun), Quercus sesiliflora (stejar) și Ulmus foliaceae (ulm). Pe marginea pădurilor se întâlnesc în mod frecvent specii de Cerasus (cireș sălbatic), Corylus allvelana (alun), și Prunus spinosa (porumbar).
Pe lângă mlaștini, pe marginea bălților sau în zona micilor acumulări, în condiții de umiditate accentuată pot fi întâlnite plante specifice ca : Phragmites communis (stuf), Thipa angustifolia (papură), Schoneoplectus lacustris (rogoz).
Solurile predominante din teritoriu sunt luvisoluri și cernisoluri, peste care se suprapune zona de stepă cu o vegetație ierboasă reprezentată prin : asociații de plante xerofile dintre care amintim : Festuca valesiaca (păiuș), Andropogon ischaemum (bărboasă), Stipha joannis (colilie), Artemisia austriaca (pelin), Euphorbia cyparissias (laptele câinelui). În prezent, pajiștile naturale sunt din ce în ce mai rare ca urmare a artificializării pajiștilor, cât și datorită pășunatului intensiv, nerațional, în sensul numărului mare de animale pe unitate de suprafață, precum și folosirea pășunatului în perioadele umede sau primăvara devreme.
În zonele cu eroziuni avansate și cu expoziții însorite sunt întâlnite specii de tipul Andropogon, în asociații cu alte specii de graminee, în general pe locuri sărăcite în humus.
Pe solurile interzonale de tipul solurilor gleizate și subtipuri gleice sunt identificate specii hidrofile de tipul asociațiilor de Carex, Juncus și Phragmites.
Vegetația cultivată în zonă este reprezentată de grâu, porumb, urmate de sfeclă, floarea-soarelui, plante furajere.
Dintre buruienile întâlnite în culturi amintim Convolvulus arvensis (volbură), Setaria glauca (mohor), Cynodon dactylon (pir gras), Cirsium arvense (pălămidă), Taraxacum officinale (păpădie), Amaranthus retroflexus (știr sălbatic).

## Demografie
Componența etnică a comunei Mihai Eminescu
     Români (91,03%)
     Alte etnii (0,34%)
     Necunoscută (8,64%)
Componența confesională a comunei Mihai Eminescu
     Ortodocși (82,81%)
     Penticostali (6,43%)
     Alte religii (1,4%)
     Necunoscută (9,37%)
Conform recensământului efectuat în 2021, populația comunei Mihai Eminescu se ridică la 8.638 de locuitori, în creștere față de recensământul anterior din 2011, când fuseseră înregistrați 6.954 de locuitori. Majoritatea locuitorilor sunt români (91,03%), iar pentru 8,64% nu se cunoaște apartenența etnică. Din punct de vedere confesional, majoritatea locuitorilor sunt ortodocși (82,81%), cu o minoritate de penticostali (6,43%), iar pentru 9,37% nu se cunoaște apartenența confesională.

## Politică și administrație
Comuna Mihai Eminescu este administrată de un primar și un consiliu local compus din 15 consilieri. Primarul, Dumitru-Verginel Gireadă[*], de la Partidul Social Democrat, este în funcție din octombrie 2020. Începând cu alegerile locale din 2024, consiliul local are următoarea componență pe partide politice:
|  | Partid                          | Consilieri | Componența Consiliului | Componența Consiliului | Componența Consiliului | Componența Consiliului | Componența Consiliului | Componența Consiliului | Componența Consiliului | Componența Consiliului | Componența Consiliului | Componența Consiliului |
|  | ------------------------------- | ---------- | ---------------------- | ---------------------- | ---------------------- | ---------------------- | ---------------------- | ---------------------- | ---------------------- | ---------------------- | ---------------------- | ---------------------- |
|  | Partidul Social Democrat        | 10         |                        |                        |                        |                        |                        |                        |                        |                        |                        |                        |
|  | Partidul Național Liberal       | 4          |                        |                        |                        |                        |                        |                        |                        |                        |                        |                        |
|  | Alianța pentru Unirea Românilor | 1          |                        |                        |                        |                        |                        |                        |                        |                        |                        |                        |

## Economie
Situarea comunei în imediata vecinătate a municipiului Botoșani, principalul centru industrial al județului, a determinat mutații structurale importante în ce priveste mișcarea populației, în special cea activă, cât și asupra economiei comunale în general. Aceste fenomene de deplasare a populației cât și îmbătrânirea acesteia a determinat o scădere a eficienței activității din sectoarele agricole.
Dotarea tehnico-materială și lipsa cadrelor de specialitate sunt alte impedimente pentru a se putea trece la o agricultură modernă și mai ales eficientă, încă persistente. Mica industrie și prestările de servicii sunt reprezentate la nivelul comunei de următoarele unități: 
- 2 abatoare de carne, 1 fabrică de producere a alcoolului (distilerie)
- 1 secție de îmbuteliat răcoritoare
- 3 ateliere de depanare auto
- 4 ateliere de fierărie
- 3 ateliere de tâmplărie
- 2 ateliere de depanare radio-tv
- 2 ateliere de tăbăcărie
- 4 ateliere de croitorie
- 3 ateliere confecții tricotaje
- 2 secții de producere materiale de construcție
- 1 tipografie.

## Sport
Luceafărul M. Eminescu este un club de fotbal din comună. În sezonul 2007-2008 a reușit pentru prima dată promovarea în Liga a III-a.